# 春の惑星
春の惑星（はるのわくせい）は1999年4月2日にTBS系列にて放送されたテレビドラマ。

## 概要
都会の片隅で、ひょんなことから出会った、年齢も性別も異なる6人の男女。対立をはらみながら、彼らの間には、いつしか奇妙な連帯感が生まれていった。

## キャスト
- 神崎重雄：緒形拳
- 館林昌也：いしだ壱成
- 中川美樹：ともさかりえ
- 井関祐一：中井貴一
- 中川朝子：倍賞美津子
- 中川香織：手塚理美
- 神崎の妻：泉ピン子
- 千場信吉：佐藤慶
- 増川比呂子：洞口依子
- 片桐安男：角野卓造

## スタッフ
- 脚本：山田太一
- 演出：井下靖央
- 音楽：笠松泰洋
- プロデューサー：山崎恆成

## 備考
- 演出の井下靖央は、この作品がTBSの“卒業制作”となった。